# Pont ar Dyfi
Le pont Pont ar Dyfi (en anglais : Bridge on the Dovey), aussi connu sous le nom de Machynlleth Bridge (pont de Machynlleth) ou Pont ar Ddyfi (en gallois grammaticalement correct), est un pont routier sur lequel passe la route A487 et qui traverse la rivière Dyfi, juste au nord de Machynlleth (Powys, Pays de Galles).
Il a été décrit comme étant l’un des plus beaux ponts dans le comté de Montgomery (« one of the finest bridges in Montgomeryshire ») par le Gwynedd Archaeological Trust.

## Histoire et description
Ce pont a été à l’origine construit en bois en 1533 grâce à une dotation du marchand londonien Geoffry Hughes de 6 livres 13 shillings et 4 pence. Il fut reconstruit en pierre en 1681, puis de nouveau en 1805. Le Pont ar Dyfi est un Scheduled Ancient Monument (littéralement « Ancien monument prévu » ; classification de monuments britanniques démarquant ceux qui présentent un intérêt historique notable) et a reçu un Grade II* sur la liste des « Listed Buildings » en 1952.
Aujourd’hui, la route A487 passe sur le Pont ar Dyfi en traversant la rivière Dyfi. Il relie la ville de Machynlleth à la communauté de Corris, dans le Gwynedd,.
Haut de 5,5 mètres et large de 64 mètres, ce pont est constitué de 5 arches, dont 2 (situées du côté de Machynlleth) ont été renforcées à l’aide de structures modernes en acier.

## Futur
En 2011, un rapport a recommandé le remplacement ou l’élargissement du pont Pont ar Dify en raison de son importance stratégique. Ses garde-fous sont également considérés trop bas (et donc source de danger), l’absence de passage réservé aux piétons étant aussi pointée du doigt, et il est régulièrement endommagé par des véhicules, notamment en raison de son manque de visibilité.
Finalement, ces recommandations ont été abandonnées et les autorités ont préféré opter pour la construction d’un nouveau pont à un emplacement différent.
Le 19 mai 2017 le gouvernement gallois publia une annonce établissant la construction de ce nouveau pont 500 m en amont de Pont ar Dyfi. Les travaux étaient planifiés pour commencer fin 2018, pour une mise en service à l’été 2020. Le démarrage des travaux a par la suite été repoussé à  2019 au moins, après une possible enquête publique.